# Ой не квітни, весно...
Ой не квітни, весно… — альбом української співачки Марії Бурмаки.

## Пісні
1. Пробудіться, орли сизі (сл.: Василь Чумак)
2. Вороне чорний (сл.: Богдан Лепкий)
3. В ярмах туги (сл.: Микола Філянський)
4. Колискова (сл.: Олександр Олесь)
5. Україна. Травень. 1861 рік. Шевченкові (сл.: В. Бойко)
6. Ранньою зорею (народна)
7. Не поспішай, душа моя, черствіти (сл.: Сава Голованівський)
8. Ще в полон не брали тоді (сл.: Євген Плужник)
9. Чуєш, зібралися знов (сл.: Микола Філянський)
10. Іти ще довго (сл.: Майк Йогансен)
11. Вітер (сл.: Олександр Олесь)
12. Жовтий пісок (сл.: Павло Филипович)
13. Він вночі прилетить (сл.: Яків Савченко)
14. В зелену суботу (сл.: Василь Чумак)
15. Хто так тихо прийшов (сл.: Василь Чумак)
16. Сонце на обрії (сл.: Олександр Олесь)
17. Христос родився (сл.: Петро Карманський)
18. Ой, не квітни, весно (сл.: Олександр Олесь)
19. Сніг в гаю (сл.: Олександр Олесь)
20. Мандри (сл.: Андрій Малишко)
21. Луговая зозуля (народна)
22. Йшла Маруся (народна)
23. Козак від'їжджає (народна)
24. Ой, чия то рута-м'ята (народна)
25. Тихо Дунай воду несе (народна)
26. Летять галочки (народна)
27. Веснянка (народна)
28. На городі верба рясна (народна)
29. Марієчко, пані (народна)
30. Ой, в ліску, ліску (народна)
31. Ой, вербо, вербо (народна)
32. Ой-гай, мати (народна)